# Up The Bracket
Up the Bracket és l'àlbum de debut del grup de rock britànic The Libertines, publicat l'octubre de 2002. Està produït per Mick Jones, antic membre del grup The Clash. El nom de l'àlbum Up the Bracket, que en argot vol dir cop de puny al coll, fa referència a una frase utilitzada pel còmic britànic Tony Hancock al programa de televisió Hancock's Half Hour. El setmanari musical NME va elaborar una llista amb els millors àlbums britànics de la història i va situar Up the Bracket en desena posició. A més, també el va nomenar segon millor àlbum de la dècada.

## Llista de cançons
Totes les lletres escrites per Pete Doherty i Carl Barât. 
| Núm. | Títol                      | Durada |
| ---- | -------------------------- | ------ |
| 1.   | «Vertigo»                  | 2:37   |
| 2.   | «Death On the Stairs»      | 3:24   |
| 3.   | «Horrorshow»               | 2:34   |
| 4.   | «Time for Heroes»          | 2:40   |
| 5.   | «Boys in the Band»         | 3:42   |
| 6.   | «Radio America»            | 3:44   |
| 7.   | «Up the Bracket»           | 2:40   |
| 8.   | «Tell the King»            | 3:22   |
| 9.   | «The Boy Looked at Johnny» | 2:38   |
| 10.  | «Begging»                  | 3:20   |
| 11.  | «The Good Old Days»        | 2:59   |
| 12.  | «I Get Along»              | 3:51   |

- La cançó What a Waster es va incloure en els llançaments de l'àlbum als Estats Units, al Japó i a Austràlia, i en el rellançament al Regne Unit.
- La cançó Mockingbird es va incloure en els llançaments de l'àlbum als Estats Units i al Japó.
- La cançó Mayday es va incloure en el llançament de l'àlbum a Austràlia.